# Marion Harsdorf-Gebhardt
Marion Harsdorf-Gebhardt (* 18. Februar 1964 in Bonn) ist eine deutsche Juristin und Richterin am Bundesgerichtshof.

## Leben und Wirken
Harsdorf-Gebhardt trat nach dem Abschluss ihrer juristischen Ausbildung 1993 in den höheren Justizdienst des Landes Rheinland-Pfalz ein. Dort war sie zunächst beim Landgericht Koblenz und bei den Amtsgerichten Sinzig und Koblenz eingesetzt. 1997 wurde Harsdorf-Gebhardt zur Richterin am Landgericht Koblenz ernannt. Von 2000 bis 2003 war sie als wissenschaftliche Mitarbeiterin an den Bundesgerichtshof abgeordnet. 2003 wurde Harsdorf-Gebhardt zur Richterin am Oberlandesgericht Koblenz ernannt.
Am 29. März 2007 wurde Harsdorf-Gebhardt vom Richterwahlausschuss als Richterin am Bundesgerichtshof gewählt. Die Ernennung durch den Bundespräsidenten erfolgte am 15. Juni 2007. Am Bundesgerichtshof wurde sie dem III. Zivilsenat zugeteilt, der für Rechtsstreitigkeiten über öffentlich-rechtliche Ersatzleistungen, Auftrags- und Dienstverhältnisse sowie Maklerverträge zuständig ist. Am 1. März 2009 wechselt sie in den IV. Zivilsenat, der vorwiegend für das Versicherungsrecht und das Erbrecht zuständig ist.
Harsdorf-Gebhardt ist Mitglied des Landesjustizprüfungsamts Rheinland-Pfalz für die staatlichen juristischen Prüfungen.